# Herfjǫtur
Herfjǫtur (altnordisch „Heerfessel oder Fessel des Heeres“) ist der Name einer Walküre in der nordischen Mythologie.
Die Figur erscheint in der eddischen Grímnismál (Strophe 36) und in den Thulur der Gylfaginning (Kapitel 36). Der sprechende Name im Sinne einer Kenning spielt auf die Funktion der Walküren als die den jeweiligen Feind in einer Schlacht hemmenden, das Schicksal beeinflussenden Wesen an. Die Fesselung des Feindes (und vulgo die Loslösung der Befreundeten) ist ein Element, das im religiösen Ritus, in der Dichtung und in der Kunst/Ikonographie der altgermanischen Kulturen vielfach reflektiert und rezipiert wurde.
In der Grímnismál und in der Gylfaginning wird eine Szene in Walhall geschildert, in der die Herfjǫtur gemeinsam mit weiteren namentlich aufgezählten Walküren Odin und den Einherjar beim Gelage Met aufwartet. Hier wie auch in der Eiríksmál (Strophe 1) wird eine weitere Funktion der Walküren in der nordischen Mythographie deutlich, die vermutlich die reale Situation des 10. Jahrhunderts der Trinkhallen von Häuptlingen und Jarlen reflektiert, indem die Walküren die weiblichen Gefolgsleute in ihrer offiziellen Funktion als Dienerinnen bei kultischen Trinkzeremonien zeigen.
Eine Namensvariante, Herfjǫtra, findet sich im Codex Uppsalensis der Prosa-Edda.